# Чичилиано
Чичилиа̀но (на италиански: Ciciliano) е село и община в Централна Италия, провинция Рим, регион Лацио. Разположено е на 619 m надморска височина. Населението на общината е 1459 души (към 2010 г.).